# Єфімок
Єфімок, єфімка (рос. ефимок) — назва західноєвропейського талера, який впродовж XVI—XVII використовувався як сировина для виготовлення монет, а також як гроші в розрахунках з іноземцями, які служили в Московії. Торгівля єфімками була державною монополією, а їх обіг усередині країни був офіційно заборонений. Назва монети походить від першої частини назви монети йоахимсталер, яка почала широкомасштабно карбуватись в чеському містечку Йоахимсталь.
До середини XVII ст. характерною особливістю російської монетної системи була відсутність в її складі великих номіналів. Найбільшим із них була копійка вагою бл. 0,48 г. У 1654, в умовах наростання кризових явищ у фінансовій системі Росії, було здійснено спробу запровадити в обіг велику срібну монету європейського зразка. З цією метою західноєвропейські талери перекарбовувалися в російські рублі, що номінально дорівнювали 100 коп. Московський «рубль» 1654 був неповновартісною монетою, тому що містив срібла близько 28 г, а 100 російські копійки — близько 48 г. Емісія срібних рублів була припинена у 1655, натомість в обіг були запроваджені талери з контрамаркою (містили зображення російського царя Олексія Михайловича у вигляді вершника і дату «1655»), які одержали назву «єфімок з признаком». Для них встановлювалася ціна — 64 коп., що відповідало середній кількості цих монет, карбованих з однієї талерної монети. Емісія єфімок припинилася у 1656, але в обігу вони залишалися до 1659, після чого населення було зобов’язане здати їх у скарбницю для обміну на розмінну монету. В Україні зберігалися в обігу протягом 2-ї пол. XVII—XVIII ст.